# 春鶯囀
春鶯囀（しゅんのうでん）は、雅楽の唐楽の曲名の一つ。別名は天長宝寿楽、和風長寿楽、梅苑春鶯囀など。
壱越調で、四箇之大曲（しかのたいきょく）の一つである。唐の高宗が合管青（がっかんせい）に作らせたとも、高宗が鶯の声を聞いて楽師に命じて曲を作らせたとも伝わる。鶯のさえずりを模した旋律が用いられる。

## 概要
舞楽の構成としては、遊声（ゆうせい）・序（じょ）・颯踏（さっとう）・入破（じゅは）・鳥声（てっしょう）・急声（きっしょう）の6楽章から成る。この全曲を通して演奏すると約2時間かかる。1967年（昭和42年）、国立劇場の第2回雅楽公演で宮内庁楽部によって、明治以来初めて舞楽として全曲一具が演奏された。また舞人は6人または4人で舞う。
颯踏と入破の楽章は管絃としても演奏され、一部は渡物として双調に楽曲のみ存在する。

## 朝鮮の「春鶯囀」
朝鮮の宮中舞踊にも漢字で同名の曲（ハングル：춘앵전、チュネンジョン）があるが、音楽も舞も日本のものとは全く別物で1人で舞う。